# Olof Larsén

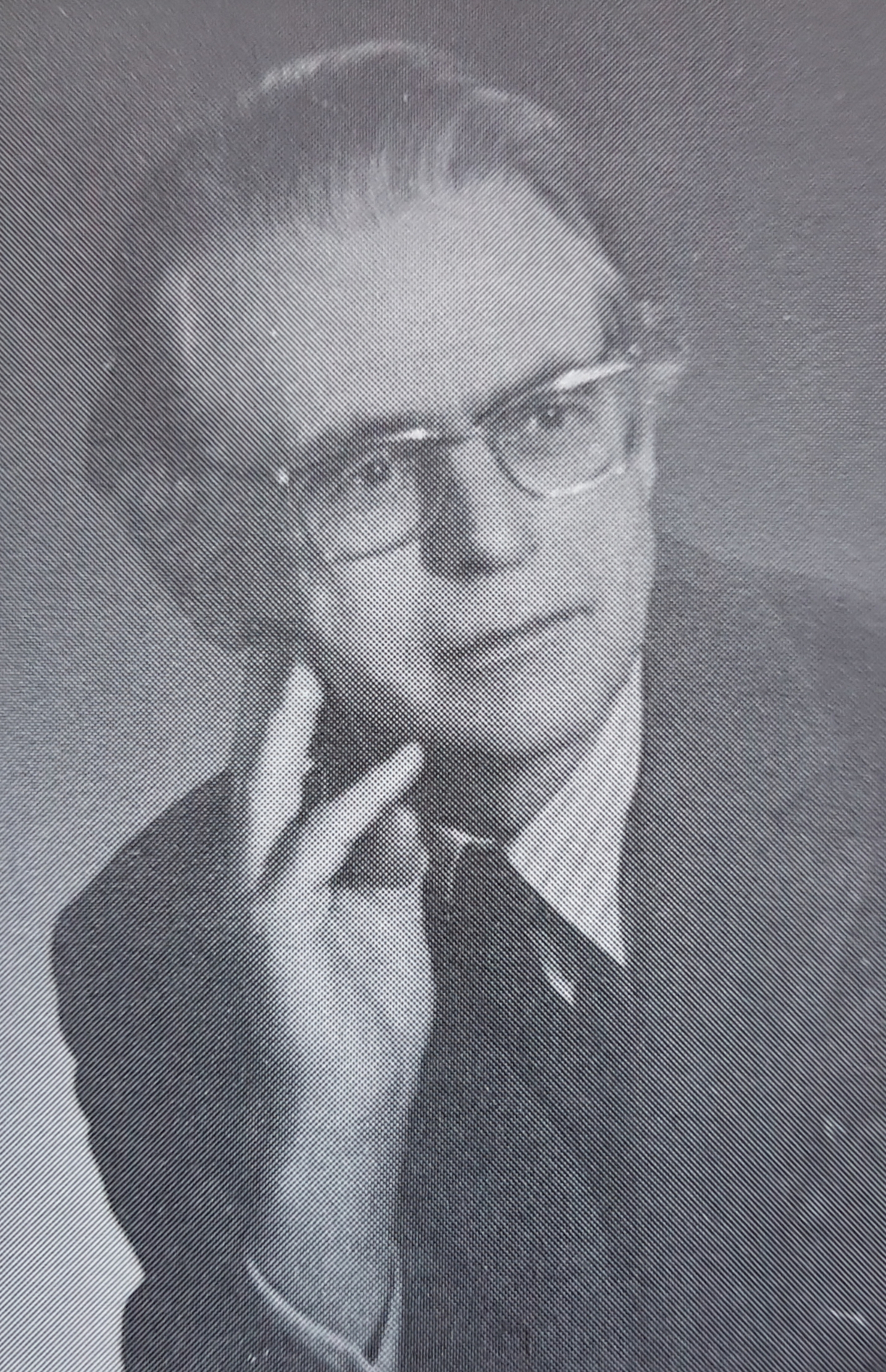
Olof Larsén

Carl Olof Henrik Larsén, född 26 juni 1907 i Harrogate, England, död i januari 1998 i Lövestads församling, Skåne län, var en svensk målare. Larsén var son till gymnastikdirektören Carl David Amos Larsén och hans hustru född Fielding och från 1955 gift med Gunnel Marianne Westman. 
Larsén studerade konst vid Art School i New York 1936 och vid Edvin Ollers målarskola i Stockholm 1943–1944 samt vid Académie Julian i Paris 1947. Han hade separatutställningar i Stockholm, Helsingfors och Östersund samt medverkade i Konstfrämjandets vandringsutställningar. Under några år omkring 1960 bodde han och hade ateljé i Arvika.
Hans konst består av stilleben, figurkompositioner, landskap och genremålningar med inspiration från Edvard Munch.
Larsén är representerad vid Hagfors kommun med ett blomsterstilleben i olja och vid Arvika kommun med en kolteckning av Arvika stadshus.